# Balanophora wilderi
Balanophora wilderi är en tvåhjärtbladig växtart som beskrevs av Setchell. Balanophora wilderi ingår i släktet Balanophora och familjen Balanophoraceae. Inga underarter finns listade i Catalogue of Life.